# Brian Macdonald
Brian Macdonald (* 14. Mai 1928 in Montreal; † 29. November 2014 in Stratford/Ontario) war ein kanadischer Balletttänzer, Choreograph und Opernregisseur.

## Leben
Macdonald studierte von 1943 bis 1947 Anglistik an der McGill University. Seine Ausbildung als Tänzer begann er 1945 bei Elizabeth Leese und Gerald Crevier. Von 1947 bis 1949 arbeitete er als Musikkritiker für den Montreal Herald. Nachdem er einen Sommerkurs von Celia Franca besucht hatte, wurde er Mitglied des National Ballet of Canada, das er jedoch 1953 aus gesundheitlichen Gründen verlassen musste. Er setzte seine Tanzstudien in  Montreal fort und choreografierte für das Fernsehprogramm der CBC. 1956 gründete er das Montreal Theatre Ballet, und im Folgejahr leitete er die Aufführung der satirischen Revue My Fur Lady.
Ab 1958 arbeitete Mcdonald für das Royal Winnipeg Ballet, für das er bis in die 1970er Jahre zahlreiche Werke choreografierte, häufig nach Musik von Harry Freedman. Daneben arbeitete er als Choreograph international für viele andere Kompanien, darunter das Royal Swedish Ballet (1964–1967), wo er seine zweite Frau, die Ballerina Annette av Paul kennenlernte, das New Yorker Harkness Ballet (1967–1968), das Batsheva Dance Theatre in Israel (1971–1972) sowie Les Grands Ballets Canadiens (1974–1977 und 1980–1990) und Les Ballets Jazz de Montréal.
In den 1980er Jahren wandte sich McDonald verstärkt der Opernregie zu. Nachdem er bereits 1972 eine Aufführung von Mozarts Così fan tutte am National Arts Center (NAC) geleitet hatte, wurde seine Inszenierung von Jules Massenets Cendrillon am NAC 1979 ein großer Erfolg und kam auch in San Francisco, Washington, New York und Paris zur Aufführung. Danach leitete er Opernaufführungen in Toronto, Mailand, Sydney und London, u. a. 1990 Madama Butterfly mit der Canadian Opera Company.
In 16 Jahren als stellvertretender Direktor des Stratford Festival leitete Macdonald neunzehn Produktionen von Operetten (u. a. von Gilbert und Sullivan) und Revuen, die teil auch im Fernsehen gezeigt wurden. Von 1982 bis 2001 leitete er die Sommerkurse im Tanzprogramm des Banff Centre for Continuing Education. Von 1996 bis 1998 war er senior artistic advisor am NAC und leitete hier 1997 eine Aufführung von Benjamin Brittens The Prodigal Son.
1964 erhielt Macdonald den Paris International Gold Star für Choreographie und 1983 dem Molson Prize. 1967 wurde er zum Officer der Order of Canada ernannt. Im Jahr 2001 wurde er mit dem  Walter Carsen Prize for Excellence in the Performing Arts ausgezeichnet, 2012 mit der Queen Elizabeth II Diamond Jubilee Medal.

## Choreographien
- My Fur Lady (1957)
- The Darkling (1958)
- Les Whoops De Doo (1959)
- Time Out of Mind (1962)
- Canto Indio (1966)
- Rose Latulippe, Musik von Harry Freedman, 1966
- The Shining People of Leonard Cohen, Musik von Harry Freedman (1970)
- Tam Ti Delam, Musik von Gilles Vigneault (1974)
- Roméo et Juliette, Musik von Harry Freedman (1975)
- Lignes et Pointes (mit Brydon Paige, 1976)
- Double Quartet, Musik von R. Murray Schafer (1978)
- Fête Carignan/Hangman's Reel (1978)
- Adieu Robert Schumann (1979)